# Thomas Walpole
Thomas Walpole (6 octobre 1727 - mars 1803), est un député britannique et un banquier à Paris.

## Biographie
Thomas Walpole est né dans une famille politique. Deuxième fils d'Horatio Walpole (1er baron Walpole) et de sa femme Mary Lombard, il est le neveu de Robert Walpole, Premier ministre de 1721 à 1742.
Il s'associe avec le marchand Joshua Vanneck et épouse sa fille Elizabeth Vanneck le 14 novembre 1753. Elle est décédée le 9 juin 1760.
Il est député à Sudbury de 1754 à 1761 et député à Ashburton de 1761 à 1768. En 1762, il participe aux efforts visant à amener William Pitt l'Ancien à se rapprocher du duc de Newcastle. En 1768, il succède à son cousin Horace Walpole en tant que député de Lynn, siégeant jusqu'en 1784, date à laquelle son neveu Horatio Walpole (2e comte d'Orford) lui succède.
De 1753 à 1754, il est administrateur de la Compagnie britannique des Indes orientales. Au début des années 1770, il conduit un groupe d'investisseurs, dont Benjamin Franklin, à demander à la Couronne une concession de terre dans l'Ohio.

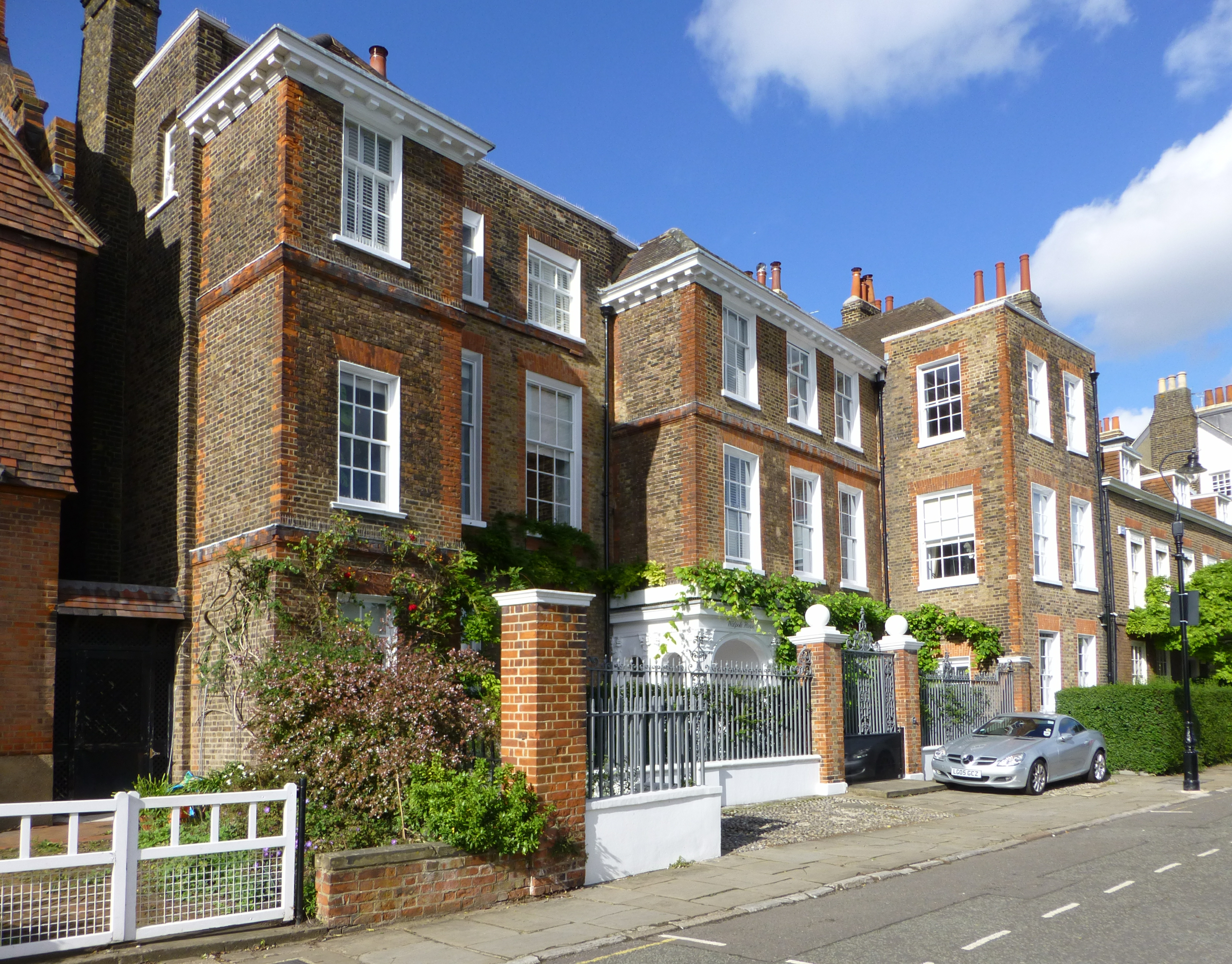
Walpole House, Chiswick Mall

En 1787, il épouse sa deuxième épouse, Jeanne-Marguerite Batailhe de Montval . De 1799 jusqu'à sa mort, il vit dans une grande maison, aujourd'hui appelée Walpole House à Chiswick.
Son fils Thomas (1755-1840) est ambassadeur du Royaume-Uni à Munich.